# Чилі на зимових Олімпійських іграх 2022
Збірна Чилі взяла участь у зимових Олімпійських іграх 2022, що тривали з 4 до 20 лютого в Пекіні (Китай).
Збірна Чилі складалася з чотирьох спортсменів (двох чоловіків і двох жінок), що змагалися в трьох видах спорту. Домінік Охачо і Хенрік фон Аппен несли прапор своєї країни на церемонії відкриття.

## Спортсмени
Кількість спортсменів, що взяли участь в Іграх, за видами спорту.
| Вид спорту          | Чоловіки | Жінки | Загалом |
| ------------------- | -------- | ----- | ------- |
| Гірськолижний спорт | 1        | 1     | 2       |
| Лижні перегони      | 1        | 0     | 1       |
| Фристайл            | 0        | 1     | 1       |
| Загалом             | 2        | 2     | 4       |

## Гірськолижний спорт
Від Чилі на ігри кваліфікувалися один гірськолижник і одна гірськолижниця, що відповідали базовому кваліфікаційному критерію.
| Спортсмен        | Дисципліна                  | 1-й спуск | 1-й спуск | 2-й спуск    | 2-й спуск    | Сума         | Сума         |
| Спортсмен        | Дисципліна                  | Час       | Місце     | Час          | Місце        | Час          | Місце        |
| ---------------- | --------------------------- | --------- | --------- | ------------ | ------------ | ------------ | ------------ |
| Хенрік фон Аппен | Комбінація (чоловіки)       | 1:46.51   | 18        | НФ           | НФ           | НФ           | НФ           |
| Хенрік фон Аппен | Швидкісний спуск (чоловіки) | Н/Д       | 1:47.69   | 32           |              |              |              |
| Хенрік фон Аппен | Супергігант (чоловіки)      | Н/Д       | 1:23.55   | 27           |              |              |              |
| Емілія Арамбуро  | Гігантський слалом (жінки)  | 1:07.71   | 49        | 1:08.61      | 44           | 2:16.32      | 42           |
| Емілія Арамбуро  | Слалом (жінки)              | НФ        | НФ        | Не потрапила | Не потрапила | Не потрапила | Не потрапила |

## Лижні перегони
Від Чилі на Ігри кваліфікувався один лижник, що відповідав базовому кваліфікаційному критерію.
Дистанційні перегони
| Спортсмен               | Дисципліна                        | Класичний стиль | Класичний стиль | Вільний стиль | Вільний стиль | Фінал   | Фінал       | Фінал |
| Спортсмен               | Дисципліна                        | Час             | Місце           | Час           | Місце         | Час     | Відставання | Місце |
| ----------------------- | --------------------------------- | --------------- | --------------- | ------------- | ------------- | ------- | ----------- | ----- |
| Йонатан Хесус Фернандес | 15 км класичним стилем (чоловіки) | Н/Д             | Н/Д             | Н/Д           | Н/Д           | 50:36.6 | +12:41.8    | 91    |

## Фристайл
Фристайл
Жінки
| Спортсменка   | Дисципліна | Кваліфікація | Кваліфікація | Кваліфікація | Кваліфікація | Кваліфікація | Фінал        | Фінал        | Фінал        | Фінал        | Фінал        |
| Спортсменка   | Дисципліна | 1-ша спроба  | 2-га спроба  | 3-тя спроба  | Сума         | Місце        | 1-ша спроба  | 2-га спроба  | 3-тя спроба  | Найкраща     | Місце        |
| ------------- | ---------- | ------------ | ------------ | ------------ | ------------ | ------------ | ------------ | ------------ | ------------ | ------------ | ------------ |
| Домінік Охачо | Біг-ейр    | 60.25        | 11.25        | 66.25        | 126.50       | 16           | Не потрапила | Не потрапила | Не потрапила | Не потрапила | Не потрапила |
| Домінік Охачо | Слоупстайл | 17.28        | 44.85        | Н/Д          | 44.85        | 22           | Не потрапила | Не потрапила | Не потрапила | Не потрапила | Не потрапила |